# Liga dos Comunistas da Croácia
A Liga dos Comunistas da Croácia (em servo-croata: Savez komunista Hrvatske, SKH) foi o ramo croata da Liga dos Comunistas da Iugoslávia (SKJ). Chegou ao poder em 1945. Até 1952, era conhecido como Partido Comunista da Croácia (Komunistička partija Hrvatske, KPH). O partido terminou em 1990.

## História

### Reino da Iugoslávia
O partido foi formalmente fundado em 1937 com Pavle Gregorić como seu primeiro secretário-geral. As razões para o KPJ ter sua filial especificamente croata eram em parte ideológicas e em parte práticas. A Croácia, assim como a Eslovênia, que teria seu Partido Comunista na mesma época, era a parte mais industrializada do país, com a maior porcentagem de classe trabalhadora na população e, portanto, mais propensa a adotar o comunismo do que a Sérvia rural. 
A outra razão, mais prática, foi a crescente marginalização dos comunistas na vida política croata, devido à maior preocupação pública com questões étnicas e a posição da Croácia na Iugoslávia (cf. Croácia na primeira Iugoslávia). As aspirações territoriais da Itália Fascista em relação às partes croatas da Iugoslávia também apresentaram oportunidades para a criação de amplas alianças dominadas pelos comunistas, modeladas na Frente Popular. 
Antes da formação do Partido Comunista da Croácia, havia um Comitê Provincial Croata-Eslavo do Partido Socialista dos Trabalhadores da Iugoslávia (Comunistas) e havia uma estrutura partidária desenvolvida do Partido Socialista da Croácia e Eslavônia. A Dalmácia teve suas próprias estruturas até 1937. 

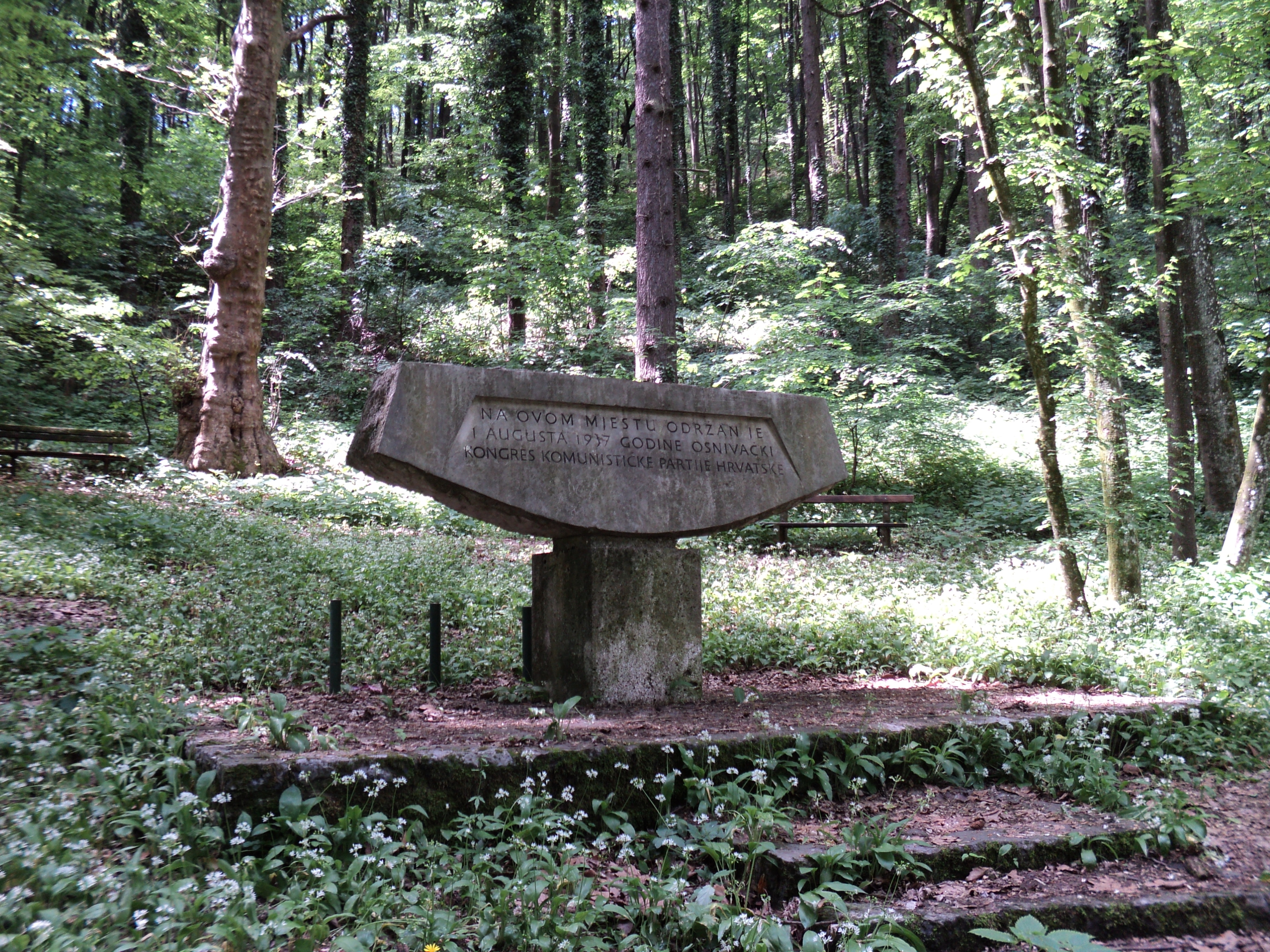
Monumento em Anindol, construído no local de fundação do Partido Comunista da Croácia em 1937.

O KPH, assim como o KPJ, era ilegal e, portanto, permaneceu marginalizado, especialmente após o Acordo Cvetković–Maček de 1939 e a criação da Banovina da Croácia dentro do Reino da Iugoslávia. 
A sorte do partido mudou drasticamente com a invasão da Iugoslávia pelo Eixo em 1941 e a criação do Estado Independente da Croácia. No início da ocupação do Eixo na Iugoslávia, Aleksandar Ranković era secretário do Comitê Central do Partido Comunista da Croácia.  Embora o KPH tenha tido muitas de suas principais figuras presas e mortas pelo novo regime, ele permaneceu forte o suficiente para formar o que se tornaria o único movimento de resistência verdadeiramente eficaz na Croácia: os Partisans. O KPH baseava-se em argumentos ideológicos e não étnicos e, portanto, tinha apoio tanto em áreas étnicas croatas quanto sérvias. Isso permitiu que os partisans de Josip Broz Tito montassem uma campanha de guerrilha que acabou sendo bem-sucedida. A plataforma do KPH de reorganização pós-guerra da Iugoslávia em bases federais também atraiu muitos croatas não comunistas para sua causa, especialmente nos estágios finais da guerra. 

### República Socialista Federativa da Iugoslávia

Bandeira da Croácia dentro da Iugoslávia

Em 1945, a Iugoslávia foi de fato federalizada, com a Croácia se tornando uma república, mas sua autonomia nominal era de pouca importância, com o KPJ sendo fortemente centralizado e o KPH – renomeado para SKH em 1952 – sendo sua parte integrante. 

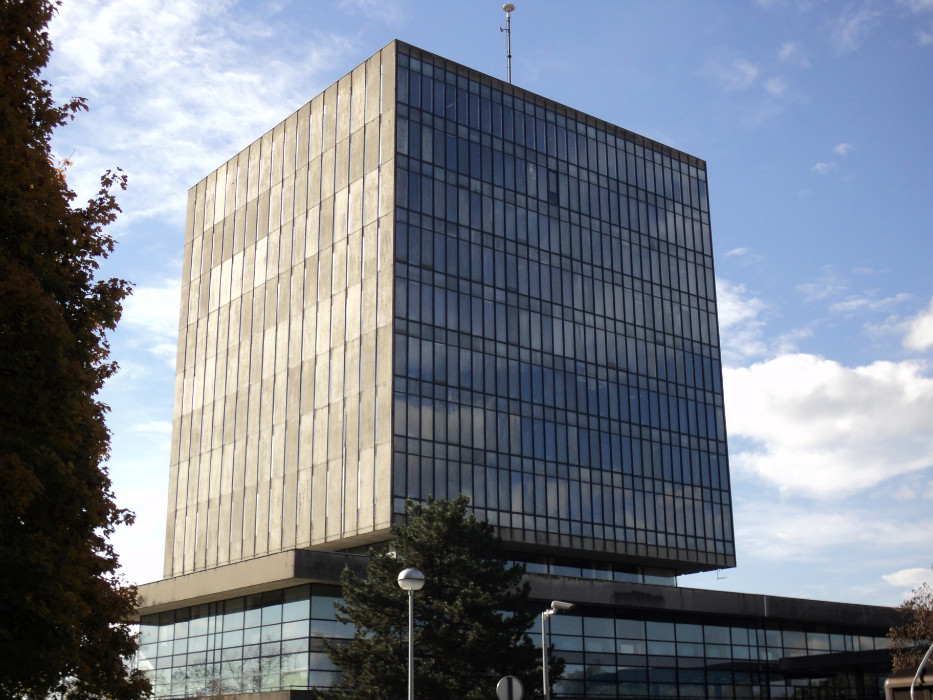
O Edifício Kockica ("pequeno cubo"). Antiga sede da Liga dos Comunistas da Croácia em Zagreb.

As coisas começaram a mudar no final da década de 1960, com Tito permitindo políticas reformistas incorporadas pela nova geração de líderes comunistas. Esta geração incluiu os líderes do SKH Savka Dabčević-Kučar e Miko Tripalo, que iniciariam um movimento chamado Primavera Croata, defendendo mais autonomia da Croácia dentro da Iugoslávia. Eles se opuseram ao centralismo que beneficiava desproporcionalmente as partes orientais da Iugoslávia, especialmente a Sérvia e a República Socialista da Macedônia. 
O movimento, no entanto, criou muita tensão étnica e crescente oposição dos membros mais conservadores do Partido. Em dezembro de 1971, na conferência de Karađorđevo do SKJ, Tito se distanciou publicamente da Primavera Croata, levando ao fim do movimento. Usando o suposto nacionalismo croata como pretexto, o SKH foi posteriormente expurgado da maioria de seus elementos liberais e reformistas. 
Como resultado, o SKH se tornou, na década de 1970, uma das seções mais conservadoras do SKJ e continuou interessado em manter o status quo ideológico e político, mesmo quando outros ramos do SKJ começaram a explorar novas ideias. 
Por causa disso, o SKH no final da década de 1980 demorou a reagir quando a Liga dos Comunistas da Sérvia, sob a liderança de Slobodan Milošević, tentou reafirmar  interesse interno sérvio. O SKH começou a condenar abertamente Milošević somente em 1989, após manifestações nacionalistas sérvias em áreas que mais tarde se tornariam a República Sérvia de Krajina. 
Estima-se que na década de 1980, durante seu apogeu, o SKH tinha cerca de 300-400.000 membros. Pesquisas subsequentes mostraram que a maioria dos membros deixou o partido em 1990, com apenas uma minoria permanecendo ativa na política. Destes, a maioria aderiu à HDZ. 

### Partido das Mudanças Democráticas
Com a perspectiva cada vez mais aparente de o SKH ser forçado a permitir alguma forma de democracia multipartidária e ter seu poder testado em eleições livres, o partido mudou de política e rapidamente adotou uma nova plataforma reformista e pressionou por emendas constitucionais permitindo as primeiras eleições livres em 1990. 
Em janeiro de 1990, a delegação do Partido Croata liderada por Ivica Račan deixou o 14º Congresso do SKJ, poucas horas depois que a delegação do Partido Esloveno o fez devido a uma discussão com a delegação do Partido Sérvio. 
Nos meses seguintes, o SKH tentou arduamente se apresentar como um partido moderno e reformista, renomeando-se como um novo partido chamado Liga dos Comunistas da Croácia - Partido das Mudanças Democráticas (Savez komunista Hrvatske - Stranka demokratskih promjena, SKH-SDP), e depois apenas Partido das Mudanças Democráticas (Stranka demokratskih promjena, SDP). 
Essas e outras mudanças, no entanto, não foram muito convincentes para o eleitorado croata e o SKH perdeu o poder para a União Democrática Croata de Franjo Tuđman. 
Em 1991, foi renomeado para Partido Social-Democrata da Croácia - Partido das Mudanças Democráticas (Socijaldemokratska partija Hrvatske–Stranka demokratskih promjena, SDPH), que acabaria se tornando o Partido Social-Democrata da Croácia em 1993. 

## Questões etno-nacionalistas
Outra razão pela qual o Partido perdeu apoio na Croácia foi porque foi acusado de ser dominado pela minoria sérvia. A influência sérvia foi de fato desproporcional às vezes. Em 1989, 30% dos membros da Liga Croata dos Comunistas eram sérvios, enquanto sua porcentagem geral na república era inferior a 13%. 
Os sérvios ocuparam a presidência do partido duas vezes, uma até 1942 com Rade Končar, a outra de 1986 a 1989 por Stanko Stojčević. 

## Líderes Partidários
1. Andrija Hebrang (1942 – Outubro de 1944)
2. Vladimir Bakarić (Outubro de 1944 – 1969)
3. Savka Dabčević-Kučar (1969 – 1971)
4. Milka Planinc (14 de dezembro de 1971 – Maio de 1982)
5. Jure Bilić (Maio de 1982 – 1 de julho de 1983)
6. Josip Vrhovec (1 de julho de 1983 – 15 de maio de 1984)
7. Mika Špiljak (15 de maio de 1984 – Maio de 1986)
8. Stanko Stojčević (Maio de 1986 – Dezembro de 1989)
9. Ivica Račan (13 de dezembro de 1989 – 1990)

## Renascimento
Em 29 de novembro de 2004 – a data especificamente escolhida como Dia da República, antigo feriado público na Iugoslávia Socialista – um grupo de dissidentes do Partido Socialista do Trabalho da Croácia em Vukovar tentou fundar um novo partido político chamado Partido Comunista da Croácia, mas no final não conseguiram se registrar e se organizar.  Um novo Partido Comunista da Croácia foi fundado em 2013 e tornou-se um partido registado no mesmo ano. 
Este novo partido não deve ser confundido com o KPH/SKH, porque, diferentemente do Partido Social-Democrata da Croácia, não é seu sucessor formal. 

## Congressos
| Congresso | Início                | Fim                    | Duração | Local   |
| --------- | --------------------- | ---------------------- | ------- | ------- |
| 1º        | 1 de agosto           | 2 de agosto de 1937    | 2 dias  | Samobor |
| 2º        | 21 de novembro        | 25 de novembro de 1948 | 5 dias  | Zagreb  |
| 3º        | 26 de maio            | 28 de maio de 1954     | 3 dias  | Zagreb  |
| 4º        | 7 de abril            | 10 de abril de 1959    | 4 dias  | Zagreb  |
| 5º        | 26 de abril           | 29 de abril de 1965    | 4 dias  | Zagreb  |
| 6º        | 5 de dezembro         | 7 de dezembro de 1968  | 3 dias  | Zagreb  |
| 7º        | 7 de abril            | 9 de abril de 1974     | 3 dias  | Zagreb  |
| 8º        | 24 de abril           | 26 de abril de 1978    | 3 dias  | Zagreb  |
| 9º        | 13 de maio            | 16 de maio de 1982     | 4 dias  | Zagreb  |
| 10º       | 16 de maio            | 18 de maio de 1986     | 3 dias  | Zagreb  |
| 11º       | 11 de dezembro        | 13 de dezembro de 1989 | 3 dias  | Zagreb  |
| 12º       | 3 de novembro de 1990 | 3 de novembro de 1990  | 1 dia   | Zagreb  |